# Ngchesar
Ngchesar è uno dei 16 stati in cui si divide Palau.

## Geografia fisica
Lo Stato di Ngchesar è costituito dalla parte orientale dell'isola di Babeldaob, la principale delle isole delle Palau, per un'estensione di 41 km² ed una popolazione (2004) di 300 abitanti.
La vegetazione è costituita principalmente da mangrovie. La fauna marina tipica è costituita da scampi, gamberi e le pastinache, simbolo dello Stato.